# Anatoliurus kumlutasi
Espèce
Synonymes
- Protoiurus kumlutasi Yağmur, Soleglad, Fet & Kovařík, 2015

Anatoliurus kumlutasi est une espèce de scorpions de la famille des Iuridae.

## Distribution
Cette espèce est endémique de la province d'Antalya en Turquie. Elle se rencontre à Kaş dans la grotte Hıdırellez Mağarası.

## Description
Le mâle holotype mesure 84,20 mm et la femelle paratype 82,40 mm, les mâles mesurent de 83,55 à 89,15 mm.

## Systématique et taxinomie
Cette espèce a été décrite sous le protonyme Protoiurus kumlutasi par Yağmur, Soleglad, Fet et Kovařík en 2015. Elle est placée dans le genre Anatoliurus par Parmakelis, Dimitriadou, Evdokia, Gkigkiza, Stathi, Fet, Yağmur et Kovařík en 2022.

## Étymologie
Elle est nommée en l'honneur de Yusuf Kumlutaş (d), herpétologiste turc.

## Publication originale
- Yağmur, Soleglad, Fet & Kovařík, 2015 : « Etudes on iurids, VIII. A new Protoiurus species from the Hıdırellez Cave in Antalya, Turkey (Scorpiones: Iuridae) ». Euscorpius, no 200, p. 1−25 (texte original).